# Narcotic
Narcotic is een nummer van de Duitse band Liquido. Het nummer verscheen op hun naar zichzelf vernoemde debuutalbum uit 1999. Op 31 augustus 1998 werd het nummer uitgebracht als de debuutsingle van de band. In Nederland en België werd de single in januari 1999 uitgebracht.

## Achtergrond
"Narcotic" is geschreven door leadzanger Wolfgang Schrödl, die in 1996 in zijn woning in Heidelberg aan het nummer werkte. Het nummer is kenmerkend voor de keyboardmelodie. Op de tweedehands gekochte Roland D-70 van Schrödl waren een aantal aangepaste geluiden aanwezig die de vorige eigenaar niet had verwijderd, en hij kon de melodie van het nummer bijna automatisch spelen. Hij nam het nummer op met zijn band, die een demo-opname naar een aantal platenlabels verstuurde. Zij kregen goede kritieken, maar niemand durfde het uit te brengen vanwege de gewaagde melodie en titel. In 1998 durfde Virgin Records het wel aan om "Narcotic", na een heropname en -productie, op single uit te brengen.
"Narcotic" werd een grote hit in het vasteland van Europa, waarbij in thuisland Duitsland de derde positie werd behaald, terwijl in Oostenrijk een nummer 1-hit werd gescoord. 
In Nederland was de plaat in week 9 van 1999 Megahit op Radio 3FM en Alarmschijf op Radio 538. De single werd een grote hit en bereikte de 4e positie in de Nederlandse Top 40 op Radio 538 en de 7e positie in de publieke hitlijst op Radio 3FM: de Mega Top 100.
In België bereikte de single de 5e positie in de Vlaamse Ultratop 50 en de 7e positie in de Radio 2 Top 30.
Na de uitgave van de single kreeg het een cultstatus; zo werd het in Duitsland ooit verkozen tot het op een na beste nummer aller tijden, enkel achter "Stairway to Heaven" van Led Zeppelin. "Narcotic" is het officiële anthem van zowel de Franse voetbalclub Girondins de Bordeaux als de Oostenrijkse voetbalclub UFC Eferding.

## Covers
In 2019 maakte het Berlijnse dj-duo Younotus een tropical house-versie van het nummer, ingezongen door de Nederlandse zanger Janieck Devy. Deze versie haalde de 16e positie in Duitsland.

## Hitnoteringen

### Nederlandse Top 40
| Hitnotering: 13-03-1999 t/m 12-06-1999 | Hitnotering: 13-03-1999 t/m 12-06-1999 | Hitnotering: 13-03-1999 t/m 12-06-1999 | Hitnotering: 13-03-1999 t/m 12-06-1999 | Hitnotering: 13-03-1999 t/m 12-06-1999 | Hitnotering: 13-03-1999 t/m 12-06-1999 | Hitnotering: 13-03-1999 t/m 12-06-1999 | Hitnotering: 13-03-1999 t/m 12-06-1999 | Hitnotering: 13-03-1999 t/m 12-06-1999 | Hitnotering: 13-03-1999 t/m 12-06-1999 | Hitnotering: 13-03-1999 t/m 12-06-1999 | Hitnotering: 13-03-1999 t/m 12-06-1999 | Hitnotering: 13-03-1999 t/m 12-06-1999 | Hitnotering: 13-03-1999 t/m 12-06-1999 | Hitnotering: 13-03-1999 t/m 12-06-1999 | Hitnotering: 13-03-1999 t/m 12-06-1999 |
| Week                                   | 1                                      | 2                                      | 3                                      | 4                                      | 5                                      | 6                                      | 7                                      | 8                                      | 9                                      | 10                                     | 11                                     | 12                                     | 13                                     | 14                                     |                                        |
| -------------------------------------- | -------------------------------------- | -------------------------------------- | -------------------------------------- | -------------------------------------- | -------------------------------------- | -------------------------------------- | -------------------------------------- | -------------------------------------- | -------------------------------------- | -------------------------------------- | -------------------------------------- | -------------------------------------- | -------------------------------------- | -------------------------------------- | -------------------------------------- |
| Nummer                                 | 20                                     | 5                                      | 4                                      | 5                                      | 8                                      | 13                                     | 14                                     | 19                                     | 22                                     | 23                                     | 29                                     | 32                                     | 37                                     | 38                                     | uit                                    |

### Mega Top 100
| Hitnotering: 06-03-1999 t/m 03-07-1999 | Hitnotering: 06-03-1999 t/m 03-07-1999 | Hitnotering: 06-03-1999 t/m 03-07-1999 | Hitnotering: 06-03-1999 t/m 03-07-1999 | Hitnotering: 06-03-1999 t/m 03-07-1999 | Hitnotering: 06-03-1999 t/m 03-07-1999 | Hitnotering: 06-03-1999 t/m 03-07-1999 | Hitnotering: 06-03-1999 t/m 03-07-1999 | Hitnotering: 06-03-1999 t/m 03-07-1999 | Hitnotering: 06-03-1999 t/m 03-07-1999 | Hitnotering: 06-03-1999 t/m 03-07-1999 | Hitnotering: 06-03-1999 t/m 03-07-1999 | Hitnotering: 06-03-1999 t/m 03-07-1999 | Hitnotering: 06-03-1999 t/m 03-07-1999 | Hitnotering: 06-03-1999 t/m 03-07-1999 | Hitnotering: 06-03-1999 t/m 03-07-1999 | Hitnotering: 06-03-1999 t/m 03-07-1999 | Hitnotering: 06-03-1999 t/m 03-07-1999 | Hitnotering: 06-03-1999 t/m 03-07-1999 | Hitnotering: 06-03-1999 t/m 03-07-1999 |
| Week                                   | 1                                      | 2                                      | 3                                      | 4                                      | 5                                      | 6                                      | 7                                      | 8                                      | 9                                      | 10                                     | 11                                     | 12                                     | 13                                     | 14                                     | 15                                     | 16                                     | 17                                     | 18                                     |                                        |
| -------------------------------------- | -------------------------------------- | -------------------------------------- | -------------------------------------- | -------------------------------------- | -------------------------------------- | -------------------------------------- | -------------------------------------- | -------------------------------------- | -------------------------------------- | -------------------------------------- | -------------------------------------- | -------------------------------------- | -------------------------------------- | -------------------------------------- | -------------------------------------- | -------------------------------------- | -------------------------------------- | -------------------------------------- | -------------------------------------- |
| Positie                                | 42                                     | 13                                     | 8                                      | 7                                      | 7                                      | 8                                      | 10                                     | 13                                     | 15                                     | 22                                     | 22                                     | 29                                     | 32                                     | 41                                     | 48                                     | 56                                     | 74                                     | 91                                     | uit                                    |

### NPO Radio 2 Top 2000
| Nummer met noteringen in de NPO Radio 2 Top 2000 | '13  | '14 | '15 | '16 | '17 | '18 | '19 | '20 | '21 | '22 | '23 | '24 |
| ------------------------------------------------ | ---- | --- | --- | --- | --- | --- | --- | --- | --- | --- | --- | --- |
| Narcotic                                         | 1344 | 773 | 588 | 664 | 611 | 553 | 429 | 435 | 465 | 486 | 529 | 559 |

1. ↑  Een vetgedrukt getal geeft de hoogste notering aan.
2. ↑  2013 was het eerste jaar met een notering voor dit nummer.